# Graham Sutherland
Graham Vivian Sutherland, född 24 augusti 1903 i Streatham, London, död 17 februari 1980 i Kent, England, var en engelsk målare och grafiker.

## Biografi
Sutherland var son till en advokat som senare blev en tjänsteman i delstatsmagistraten och Board of Education. Han gick i Homefield Preparatory School, Sutton, och utbildades därefter på Epsom College, Surrey. När han lämnade skolan 1919, efter en första skolning inom konsten, började han på sina föräldrars inrådan en teknisk lärlingsutbildning på Midlandjärnvägen i Derby. Efter ett år lyckades han övertala sin far att han inte var lämpad för en karriär inom tekniken, och att han istället borde få studera konst. Han började då studera vid Goldsmiths College School of Art 1921, med inriktning på gravyr.
Sutherlands tidiga tryck av pastorala ämnen visar påverkan av Samuel Palmer, i mycket medierad av den äldre etsaren, F. L. Griggs. Han började inte att måla på allvar förrän han var i 30-årsåldern, efter kollapsen av tryckmarknaden 1930 på grund av den stora depressionen. Sedan 1930-talet framträdde han med en uttrycksstark, surrealistiskt betonad konst, där motiven är halvabstrakta och gåtfulla, ett slags taggigt aggressiva natursymboler, på samma gång människor, växter och djur.
Sutherland tog också upp glasdesign, tygdesign och affischdesign under 1930-talet, och undervisade vid flera av Londons konsthögskolor. År 1934 besökte han Pembrokeshire och blev djupt inspirerad av dess landskap, och platsen förblev en källa för många av hans arbeten under det följande decenniet. År 1967 återvände han till Wales och inspirerades återigen av landskapets regelbundenhet, och arbetade sedan i regionen fram till sin död 1980.

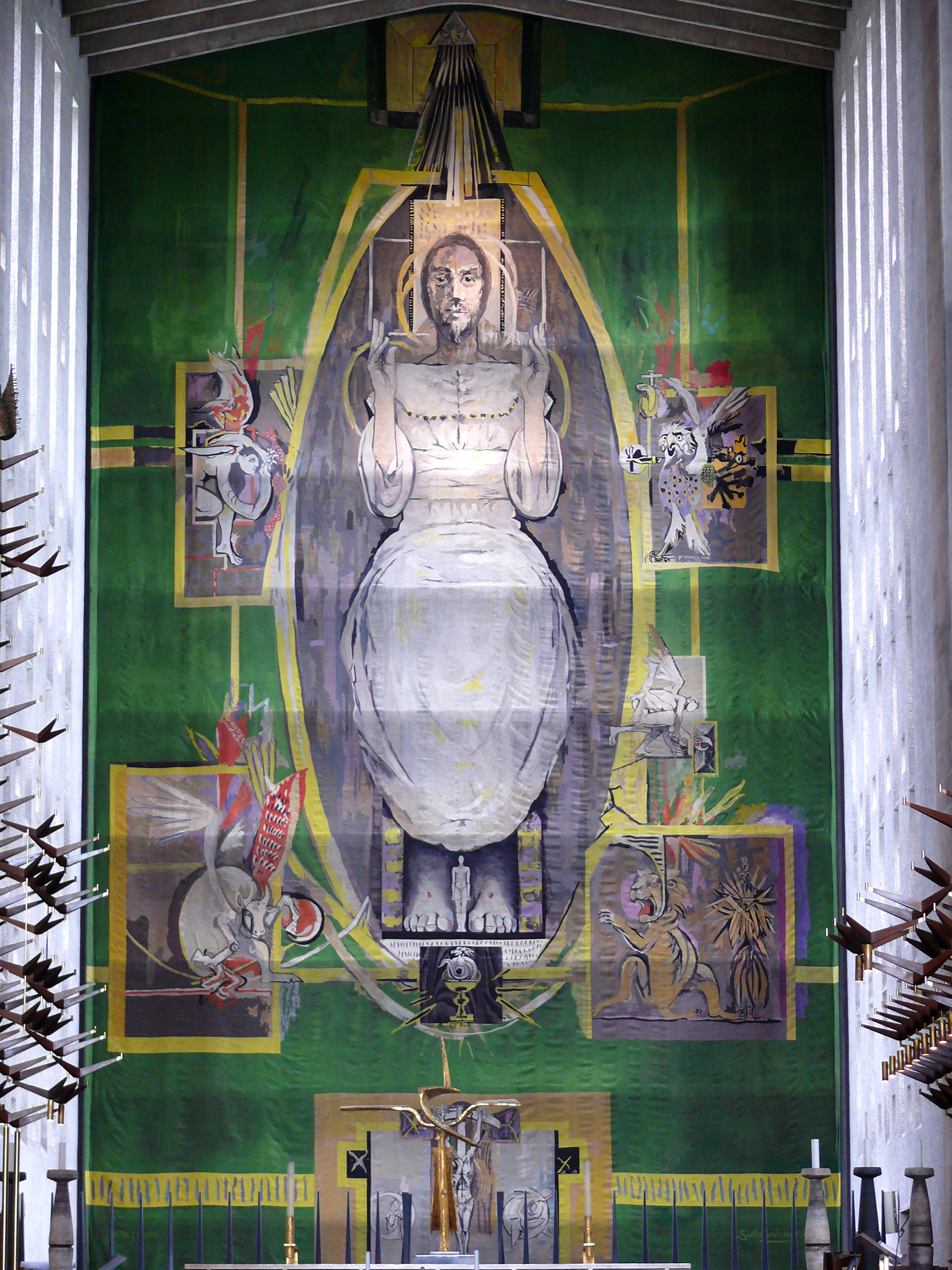
Den stora väven av Kristus i Coventry Cathedral, England, designad av Graham Sutherland.

## Konstnärskap

### Krigskonst
Mellan 1940 och 1945 var Sutherland anställd som officiell konstnär i andra världskriget, som en del av systemet med krigskonstnärer. Han arbetade mestadels på hemmafronten, och skildrade så olika ämnen som tenngruvdrift i Cornwall, kolbrytning i dagbrott, kalkstensbrytning, bombskador i London och södra Wales och senare, de skador som orsakats av RAF på bombdepåer i det ockuperade Frankrike.

### Religiösa ämnen
Sutherland konverterade till katolicismen 1926, året före hans äktenskap med Kathleen Barry, som också hade varit student vid Goldsmiths College. År 1944 var han på uppdrag av Walter Hussey (då präst i Matteus, Northampton och en viktig beskyddare av modern religiös konst) för att måla The Crucifixion (1946) för Matteuskyrkan, Northampton.
I början av 1950-talet fick han i uppdrag att utforma en väv för Basil Spences nya Coventry Cathedral. Christ in Glory tog tio år att göra innan den slutförts 1962. Sutherland besökte vävaren, Pinton Frères i Felletin, Frankrike, nio gånger.  

### Porträtt
Sutherland målade också ett antal porträtt, det första och ett av de mest kända är hans porträtt av Somerset Maugham (1949). Hans målning av Winston Churchill (1954) gavs till modellen, men förstördes senare på order av Lady Churchill. Förstudier för porträttet har dock överlevt.